# 평양시민증
평양시민증(平壤市民證)은 평양시민의 신분증. 평양시에 거주하는 17살이상의 공민에게는 평양시민증을 준다. 평양시민은 살고있는 지역의 인민보안기관에 거주등록을 하여야 한다. 이 경우 거주등록신청서를 내야 한다.
거주등록신청서에는 이름, 성별, 출생일, 출생지, 거주지 같은 것을 밝혀야 한다.
출생증, 공민증, 평양시민증은 조선민주주의인민공화국 공민임을 확인하는 증서이다.